# Årstidsbunden depression
Årstidsbunden depression (förkortat SAD, efter den engelska benämningen seasonal affective disorder) är en psykisk åkomma som kännetecknas av starka och årstidsavhängiga svängningar i sinnesstämningen.
Vanligast är en växling mellan depressiva symptom om hösten/vintern ("vinterdepression") och symptomfrihet eller till och med maniskt beteende om våren/sommaren.
SAD är en omtvistad diagnos, och det har påvisats i rapporter och systematiska litteraturöversikter att det är svårt att skilja SAD från reguljär depression.

## Diagnosen
Årstidsbunden depression är en depression som uppträder regelbundet under en bestämd årstid (vanligtvis hösten/vintern).
Lika regelbundet försvinner symptomen fullständigt. Vanliga symptom i den depressiva fasen är 
- en melankolisk sinnesstämning,
- ökat sömnbehov
- nedsatt social, fysisk och/eller sexuell aktivitet
- ändrad (vanligtvis ökad) aptit med ändrat ätbeteende (sockerbehov) och viktökning
- premenstruella spänningar
- koncentrationssvårigheter

eller ofta en kombination av dessa.
Vid vinterdepression börjar de första kliniska symptomen runt september eller oktober.
Sjukdomsbilden är i regel starkast i januari, medan symptomen gradvis försvinner igen under loppet av våren.
Sommaren är vanligtvis symptomfri.
Hos vissa patienter uppträder hypomaniskt eller, ännu mer sällsynt, maniskt beteende på sommaren.
Diagnosen beskrevs så sent som 1984 av Norman Rosenthal med kollegor.
En av orsakerna till att sjukdomen länge förblev oupptäckt är att större eller mindre årstidsrelaterade stämningssvängningar är vanliga också hos friska personer. Det är först när denna svängning utvecklar sig till en sjukdom som man talar om SAD. SAD kan också ses som en extrem form av en naturligt förekommande variation. 

## Förekomst och orsaker
Runt 5 % av den vuxna befolkningen lider av SAD. 
Fler kvinnor än män drabbas av sjukdomen. 
Prevalensen - förekomsten - varierar mellan olika länder. Variationen verkar inte bero på genetiska skillnader mellan folkslag, utan på breddgrad. Det enda undantaget från detta är Island, där en mycket lägre del av befolkningen är drabbad än i länder på liknande breddgrader. Orsaken antas vara att Island har varit ganska isolerat från andra länder under lång tid. I normalfallet har personer som i historisk tid dött tidigare än friska personer och därmed fått färre eller inga barn, vilket innebär att benägenheten att utveckla sjukdomen genom naturligt urval minskat närmare polerna. Denna anpassning till extremare breddgrader med dess ljusförhållanden motverkas delvis av genetiskt utbyte med omkringliggande områden, medan det isolerade Island uppnått en högre grad av anpassning till breddgraden.

## Behandling
Årstidsbunden depression behandlas ofta med ljusterapi eller med farmakologisk behandling.
Andra möjligheter som har visat lyckad effekter är förändrad boendesituation, till exempel att flytta söderut även inom ett land. Mer tid utomhus under dagsljus timmar och motion har också nämnts som möjliga hjälpmedel.

## Tvistefrågor
Årstidsbunden depression (SAD) är en omtvistad diagnos. SBU – Statens beredning för medicinsk utvärdering - uttrycker skepsis till huruvida diagnosen går att särskilja från andra depressiva tillstånd. 
SBU har utvärderat ett antal vetenskapliga studier av användning av ljusterapi som behandling av Årstidsbunden depression (SAD) och kommit till slutsatsen att det fortfarande saknas tillfredsställande forskningsstudier för att kunna påstå att ljusterapi hjälper jämfört med placebo. SBU drar slutsatsen att större studier av behandling med ljusterapi behöver göras för att tillförlitliga slutsatser ska kunna dras.